# Las Parras de Castellote
Las Parras de Castellote ist eine Gemeinde (municipio) mit 57 Einwohnern (Stand: 2024) in der Provinz Teruel in der Autonomen Region Aragón in Spanien. Zur Gemeinde gehört die Ortschaft Jaganta.

## Lage
Las Parras de Castellote liegt etwa 80 Kilometer nordöstlich von Teruel in einer Höhe von ca. 695 m.

## Bevölkerungsentwicklung
| Jahr      | 1970 | 1981 | 1991 | 2001 | 2011 | 2021 |
| Einwohner | 240  | 155  | 104  | 79   | 69   | 55   |

## Sehenswürdigkeiten
- Nikolauskirche (Iglesia de San Nicolás de Bari)

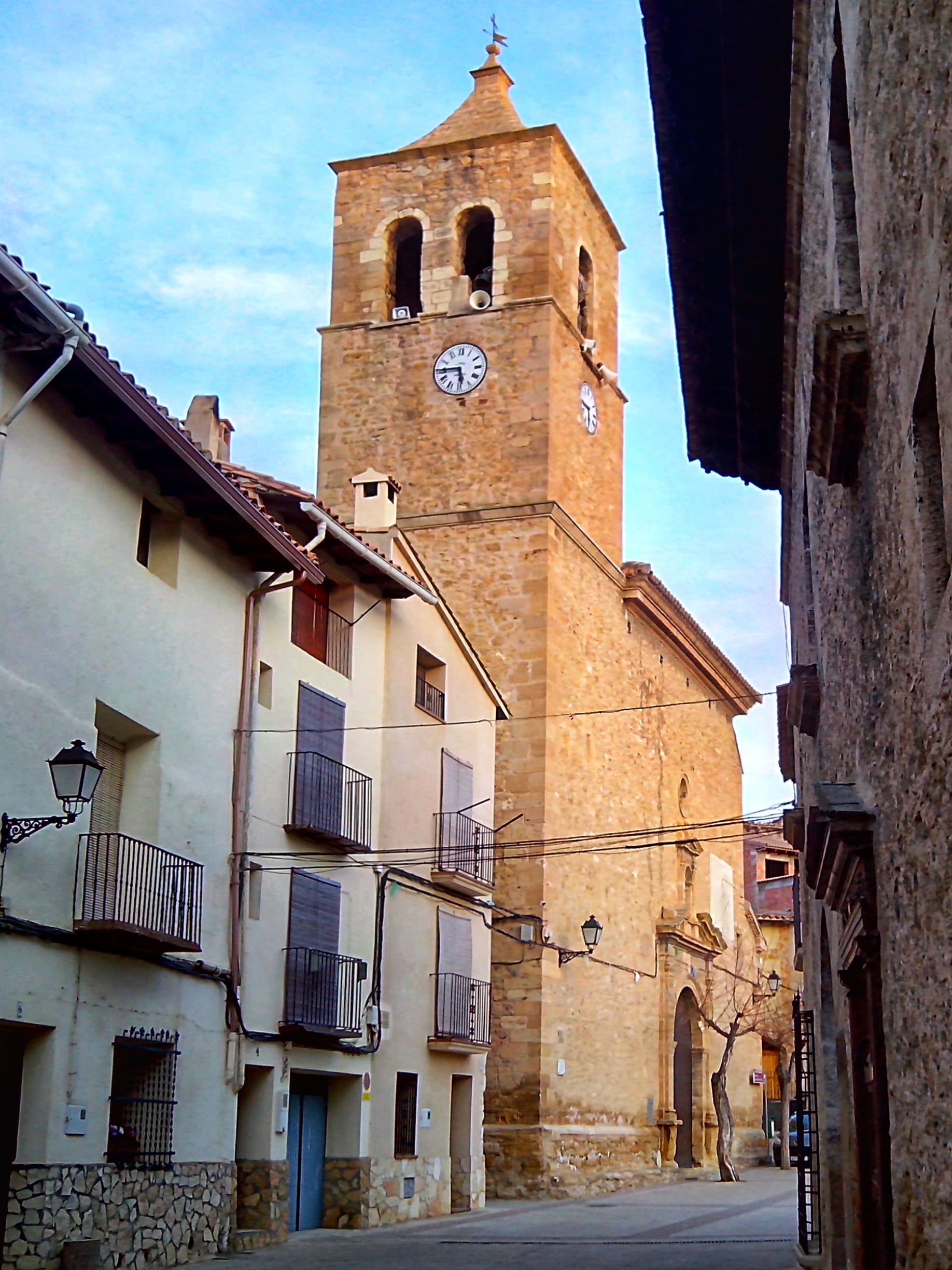
Nikolauskirche